# Église de Vehmaa
L'église Sainte-Marguerite de Vehmaa   (en finnois : Vehmaan Pyhän Margareetan kirkko) est une église médiévale en pierre construite à Vehmaa en Finlande,,,.

## L'église
L'église de Vehmaa est construite en 1440-1470. Elle a une nef rectangulaire à trois vaisseaux, d'environ 33 m × 15 m.  
La petite fenêtre du mur sud-est a sa taille d'origine, les autres ont été agrandies deux fois, en 1778 et 1905. 
Le vitrail du chœur, réalisé en 1974 par Hilkka Toivola, représente plusieurs sujets, tels qu'une colombe (Saint-Esprit), un gobelet et du pain (repas), des pêcheurs, Sainte Marguerite, un sablier et une couronne d'épines. 
L'ancien vitrail médiéval a été remis aux archives du Musée national.
L'objet le plus ancien de l'église de Vehmaa, une sculpture représentant le Christ souffrant fixée au-dessus de la porte sud, date du début du XIVe siècle. 
Le crucifix représente le style de l'école d'Uppsala et est considéré comme un exemple des crucifix de haute qualité avec celui des églises de Taivassalo et de Raisio. 
Le sculpteur Jussi Vikainen de Vehmaa a réparé la sculpture en 1939.
Les fonts baptismaux en pierre datent d'environ 1300. 
L'autel du Moyen Âge catholique a une dalle de calcaire avec cinq croix de mariage gravées. 
La chaire de style baroque a été offerte par l'assesseur de la Cour d'appel Johan Munck en 1652. Les lustres sont des dons des XVIIe et XVIIIe siècles.
Le grand blason funéraire raconte l'histoire du propriétaire du manoir de Nuhjala, le colonel Bernhard Rehbinder, décédé en 1705. 
À côté se trouve une épée que lui a offerte le roi Charles XI.  
La décoration des bancs actuels, de la balustrade de l'autel et des belvédères a été conçue par Pehr Johan Gylich en 1844. À l'origine, les bancs avaient des portes.
La fabrique d'orgues de Kangasala a fabriqué, en 1957, le nouvel orgue à 22 voix dont la façade est l'une des premières à être construite en 1889 par Jens Zachariassen d'Uusikaupunki.
L'intérieur et l'extérieur de l'église ont été restaurés en 1994-1996 sous la supervision du Museovirasto. 
La restauration a été conçue par le cabinet d'architectes Laiho-Pulkkinen-Raunio.

## Cimetière
À l'est du cimetière se trouvent les tombeaux des familles Stackelberg et Enesköld (sv). 
Tous deux sont rectangulaires et recouverts d'un toit pyramidal.

## Classement
La direction des musées de Finlande a classé l'église de Vehmaa et l'ancien presbytère voisin parmi les sites culturels construits d'intérêt national en Finlande.